# Tabel
Tabelul (sau Tabela) este o bază de date în care se face ordonarea pe rânduri orizontale și coloane verticale după diferite criterii a datelor sau textelor culese. Prin capul tabelei se stabilesc punctele de referință ale modului de ordonare a datelor în câmpurile conținute de coloane sau rânduri. Programele de calcul tabelar (de exemplu, Microsoft Excel) ușurează sistemul de calcul și ordonarea datelor din tabel.

## Exemple de tabele

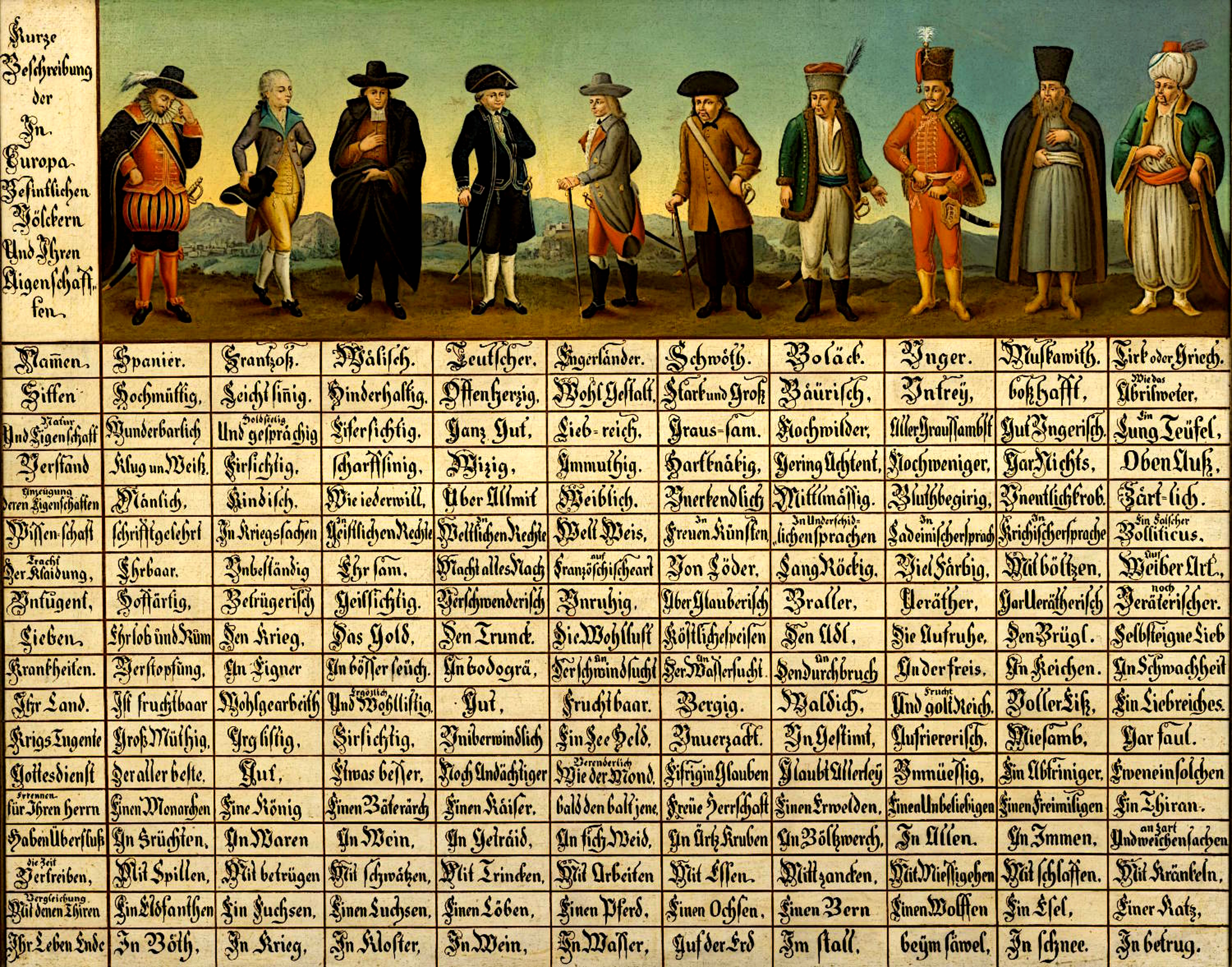
Tabla popoarelor, 1725
(prezentare sub formă tabelară a popoarelor europene)

### Tabele
- Listă de canale de televiziune în limba română/Tabel
- Lista cantoanelor Elveției după suprafață
- Listă de denumiri dacice de plante medicinale
- Tabel cronologic al agențiilor poliției secrete sovietice
- Tabel cronologic al conflictului din Transnistria
- Vladimir Ilici Lenin#Tabel cronologic
- Limbile indo-europene
- Lista personalului Waffen-SS
- Tabelul rangurilor în Imperiul Rus
- Tabel de simboluri matematice

## Legături externe
- Foaie de calcul tabelar